# Трактат
Тракта́т (от лат. tractatus — «подвергнутый рассмотрению») — одна из литературных форм, соответствующих научному сочинению, содержащему обсуждение какого-либо вопроса в форме рассуждения (часто полемически заострённого), ставящего своей целью изложить принципиальный подход к предмету.
В этом значении слово трактат появляется при переводе с европейских языков названий произведений, где употребляется если не непосредственно термин лат. tractatus (например, «Theologico-Political Treatise» Спинозы или «Tractatus Logico-Philosophicus» Витгенштейна), то термины англ. tract либо англ. treatise. При этом в английском языке для обозначения «кратких обличительных произведений на общественно-политические темы» стали использовать особый термин памфлет (англ. pamphlet, появился в XIV в.; первоначально означал непереплетённую брошюру без обложки), различая тем самым жанры публицистики (памфлет) и научного труда (трактат). Сама по себе тематика трактатов (философия, естественные науки, религия) не является аргументом в пользу возможности применения этого термина; она просто отражает типичный для средневековья и начала Нового времени тематический набор печатавшихся произведений. Существенным здесь является научно-философское содержание и принадлежность к этой эпохе. При использовании в переносном, шутливом значении (ср. студенческий трактат) исходным является именно это значение термина.

## В Индии
В Индии со времён раннего Средневековья было написано множество трактатов, рассматривающих различные области знаний, включая астрономию, медицину, агрономию, математику и т. д. — все они получили название шастр (ед. ч. — шастра). Особенно много было написано шастр в области религии, это относится как к разным формам индуизма, так и к джайнизму и буддизму, некоторые из них практически получили статус сакральных текстов.

## Проблемы перевода термина в названиях литературных произведений
В европейских языках исходный лат. tractatus послужил основой образования целого ряда терминов, соотносимых с разными литературными формами и жанрами. Внутренняя нумерация в словарных гнёздах и последовательность перечисления вариантов перевода, приводимые в «Большом англо-русском словаре» (ок. 150 000 слов):
- tract² ⒈ трактат, брошюра, памфлет; ⒉ (редк.) научный труд; ⒊ (редк.) часть книги, трактующая отдельный предмет;[4]
- tractate трактат, научный труд.[5]
- treatise ⒈ трактат; ⒉ научный труд, монография; курс (учебный)[6]

показывают, что каждый из нескольких вариантов термина спроецирован в английском на особый ассоциативный ряд. При этом не исключено, что он не во всём будет соответствовать ряду ассоциаций русскоязычного читателя, и что само представление о предмете будет различным. В подборке примеров трактатов на en:Treatise фигурируют, наряду с прочими, «Капитал» Карла Маркса и «Происхождение видов» Чарльза Дарвина. Атрибутируя их старинным термином трактат, составитель руководствовался не только значением «⒉ научный труд, монография», но и параллельно подчеркнул их историческую значимость. В то же время, при переводе treatise как «трактат» применительно к этим произведениям, у русского читателя может возникнуть противоположное, ироничное восприятие.
Выяснению тонкостей национального восприятия способствует изучение конкретных случаев употребления той или иной версии термина трактат на других языках. Так, один из крупнейших экономистов XX века Дж. М.Кейнс использовал в названиях своих трудов варианты:
| 1921 | A Treatise on Probability  | Исследование вероятности   |
| 1923 | A Tract on Monetary Reform | Трактат о денежной реформе |
| 1931 | A Treatise of Money        | Трактат о деньгах          |